# Tropaeolum smithii
Tropaeolum smithii är en krasseväxtart som beskrevs av Dc. Tropaeolum smithii ingår i släktet krassar, och familjen krasseväxter. Inga underarter finns listade i Catalogue of Life.

## Bildgalleri

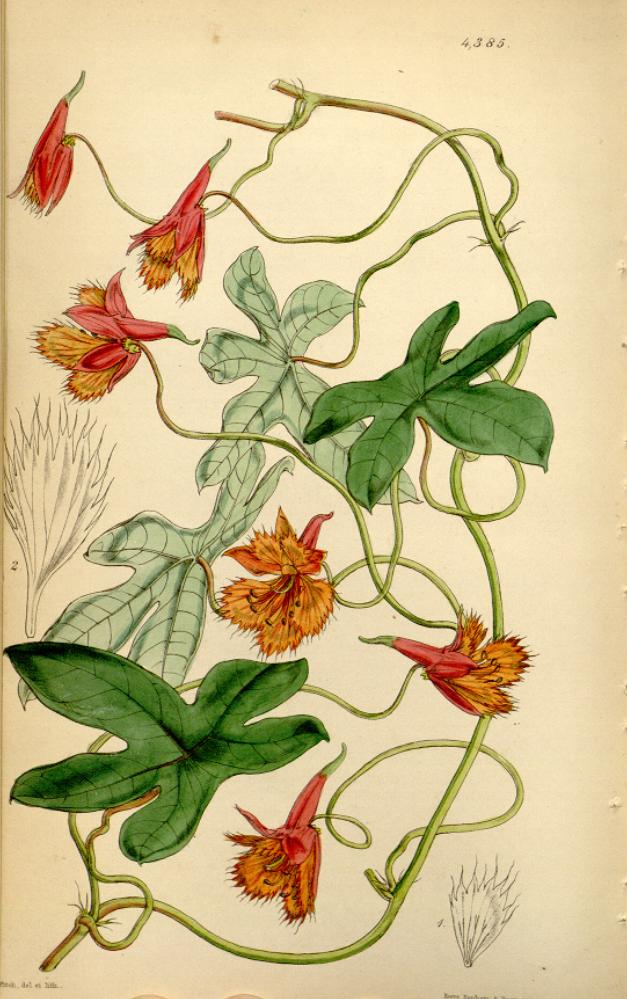